# 에바 칼보
에바 칼보 고메스(스페인어: Eva Calvo Gómez, 1991년 7월 29일 ~ )는 2016년 올림픽에서 은메달을 획득한 스페인의 태권도 선수이다. 2015년에 스페인 태권도 협회로부터 올해의 최고 여성 선수상을 받았다.
2006년 칼보가 15살 때에 처음으로 태권도를 배우기 시작했다. 그녀의 여동생인 마르타 칼보도 그녀보다 위체급인 62kg급에서 태권도 선수생활을 하고있다. 마드리드 자치 대학교에서 컴퓨터공학 및 수학을 공부하고 있다.